# Abra (łódź)

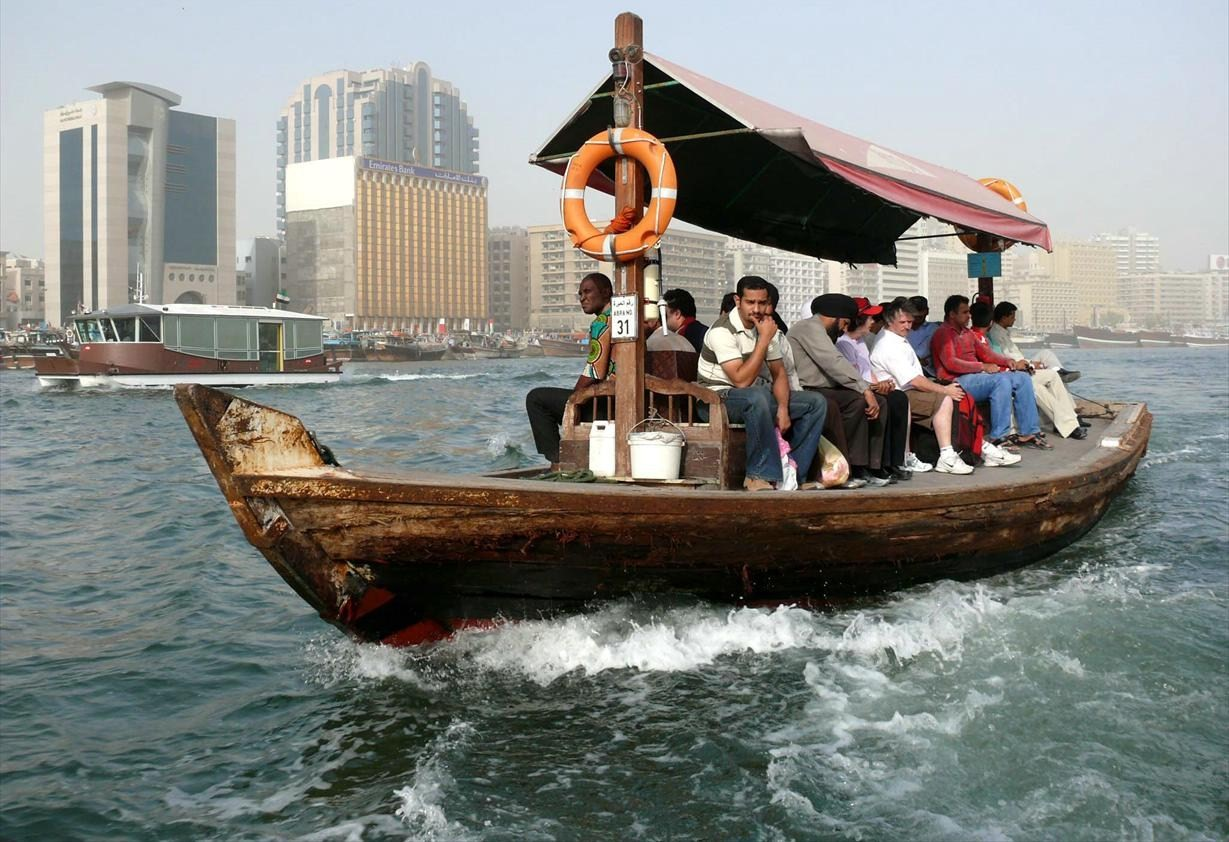
Abra

Abra – drewniana łódź pasażerska o pojemności około dwudziestu osób używana przez przewoźników na Kanale Dubajskim. W tej chwili w Dubaju pozostało ich około 150. Abry zaczęły być wykorzystywane w okolicach roku 1860. Przed budową mostów i tunelu, czyli przed rokiem 1960 był to jedyny sposób przedostania się pomiędzy prawobrzeżną i lewobrzeżną częścią miasta.